# Wolfgang Börner
Wolfgang Börner (* 1. Februar 1943) ist ein deutscher Wissenschaftler mit dem Arbeitsschwerpunkt Sprachlehrforschung und Fremdsprachendidaktik.

## Leben
Von 1962 bis 1968 studierte er Französisch und Spanisch in Göttingen und Madrid. Zeitweise war Assistant d’allemand in Saint-Étienne. Nach der Promotion in Göttingen 1975 in Romanischer Philologie und Allgemeiner und Indogermanischer Sprachwissenschaft war er seit 1978 am ehemaligen Zentralen Fremdspracheninstitut (jetzt: Institut für Allgemeine und Angewandte Sprachwissenschaft, Abt. Sprachlehrforschung) an der Universität Hamburg tätig.